# Johann Sigismund Friedrich von Khevenhüller-Metsch
Johann Sigismund Friedrich von Khevenhüller-Metsch (Vienna, 22 febbraio 1732 – Klagenfurt, 15 giugno 1801) è stato un nobile e diplomatico austriaco.

## Biografia
Figlio secondogenito del principe Johann Joseph von Khevenhüller-Metsch e della contessa Karolina von Metsch, Johann Sigismund Friedrich divenne erede dei titoli paterni alla morte prematura del fratello maggiore a soli sei anni.
Seguendo le orme di suo padre, entrò giovanissimo nel servizio diplomatico imperiale e dal 1756 al 1760 fu ambasciatore del Sacro Romano Impero in Portogallo. Dal 1763 al 1770 fu ambasciatore imperiale presso la corte di Torino e dal 1775 al 1782 fu plenipotenziario per il ducato di Milano.
Si ritirò successivamente dalla carriera diplomatica, vivendo prevalentemente nel suo palazzo di Milano ed in altre città italiane. Dopo il suo ritorno in Austria nel 1801, si ammalò e morì a Klagenfurt.

## Matrimonio e figli
Nel 1754 si sposò in prime nozze con la principessa Maria Amalia del Liechtenstein, dalla quale ebbe un totale di dieci figli:
- Johann Joseph (1755-1787)
- Karl Maria (1756-1823), III principe di Khevenhüller-Metsch, sposò Therese von Morzin ma non ebbe figli
- Johann Maria (1758-1772)
- Anna Maria (1759-1809), sposò il conte Karl Zichy de Zics et Vázsonykő, presidente della corte suprema del regno d'Ungheria
- Maria Christina (1760-1811), sposò Antonio Maria Erba-Odescalchi, II principe di Monteleone
- Franz Maria (1762-1837), IV principe di Khevenhüller-Metsch, sposò in prime nozze Maria Elizabeth von Kuefstein, poi Maria Josepha Abensperg und Traun ed infine la nipote Christine Zichy de Zics et Vázsonykő
- Maria Karolina (1763-1858), sposò Giuseppe Antonio Soresina-Vidoni, I principe del Sacro Romano Impero
- Maria Theresia (1766-1766)
- Maria Leopoldina (1767-1845), sposò Francesco Ruspoli, III principe di Cerveteri
- Emmanuel (†1773)

Alla morte della prima moglie nel 1800 si risposò con la contessa Maria Giuseppina di Strassoldo, ma da questo matrimonio non nacquero ulteriori figli.